# Progressieve samenwerking in Nederland in de jaren 1970
In de periode 1969–1977 was er rond de Partij van de Arbeid een wisselend samenwerkingsverband van Nederlandse politieke partijen als Democraten '66 (D'66), Politieke Partij Radikalen (PPR) en de Pacifistisch Socialistische Partij (PSP). Deze samenwerking heeft verschillende vormen gekend: het Progressief Akkoord, het schaduwkabinet-Den Uyl, het kabinet-Den Uyl, het programma Keerpunt '72 en allerlei lokale en provinciale samenwerkingsverbanden. Binnen de partijen leefde de hoop dat er één Progressieve Volkspartij gevormd zou worden, die een meerderheid in de Tweede Kamer zou kunnen krijgen.

## Achtergrond
Er is Nederland altijd al sterke versnippering geweest van linkse partijen. Voor de oorlog bestonden er de Sociaaldemocratische Arbeiderspartij, de links-liberale Vrijzinnig-Democratische Bond, de christelijk-progressieve Christelijk-Democratische Unie en Communistische Partij van Nederland. In 1946 fuseerden de eerste drie samen met progressieve katholieken en protestanten tot de Partij van de Arbeid, die al snel echter een sociaaldemocratisch profiel kreeg.
In de jaren zestig ontstond er een nieuw momentum voor progressieve en linkse samenwerking in Nederland. Door het ontstaan van de studentenbeweging en de ontzuiling ontstonden er allerlei nieuwe linkse partijen. De Pacifistisch Socialistische Partij was al in 1957 opgericht door voormalige PvdA- en CPN-leden. Democraten '66 was opgericht in 1966 door liberalen die hoopten op politieke en maatschappelijke vernieuwing. De Politieke Partij Radikalen was opgericht in 1969 door leden van de Katholieke Volkspartij en de Anti-Revolutionaire Partij die wilden samenwerken met de PvdA. Binnen de PvdA kwam een nieuwe generatie Nieuw Links aan de macht. Binnen een aantal van deze partijen, met name de PPR en de PvdA leefde de wil tot samenwerking sterk. D'66 hoopte op de vorming van een non-dogmatische progressieve partij, die de meerderheid van de Nederlandse bevolking achter zich zou kunnen krijgen.

## 1969-1970: Het Progressief Akkoord
Tussen 1969 en 1970 was er een zogenoemd Progressief Akkoord tussen PPR, PvdA en PSP. Er werd gestreefd naar een gemeenschappelijk programma en een gezamenlijke lijst bij gemeentelijke, provinciale en landelijke verkiezingen. In 1969 stapte de PSP landelijk uit het Progressief Akkoord en was er ook grote scepsis bij de PPR en de PvdA. Een gemeenschappelijk programma en verregaande plannen over samenwerken strandden hierdoor.
Op lokaal en provinciaal niveau werd wel samengewerkt in progressieve akkoorden. Bij de Statenverkiezingen van 1970 namen in Friesland, Drenthe, Overijssel en Utrecht progressief akkoord lijsten van PPR, PvdA en PSP deel. In Noord-Brabant nam een lijst van PPR en PvdA deel. Het merendeel van de hierdoor verkregen zetels (62 van de 79) was voor de PvdA, zij kregen ook alle Gedeputeerde Staten. De PPR kreeg 10 provinciale Statenleden en de PSP slechts 7. Op lokaal niveau werd er in verschillende gemeenten zoals Utrecht, Eindhoven, Arnhem, Breda en Apeldoorn een gemeenschappelijke lijst en programma opgesteld. Ook werd er gepleit voor progressieve programcolleges, waar een linkse meerderheid (van PPR, PvdA, PSP, CPN en/of D'66) de conventionele afspiegelingscolleges (waarin alle grote partijen vertegenwoordigd zijn) inruilde voor een college met een helder programma en politiek profiel. In 1972 werd voor het eerst zo'n college gevormd in Groningen waar de PvdA samen met CPN en D'66 een college vormde.
Binnen de Partij van de Arbeid leidde de progressieve samenwerking (met name met de radicaal-linkse PSP) en de linkse koers tot grote onvrede: een deel van de rechterflank verliet de partij en richtte het gematigde Democratisch Socialisten '70 op.

## 1971-1972: Het schaduwkabinet-Den Uyl
Bij de landelijke verkiezingen van 1971 namen PvdA, D'66 en PPR deel in een lijstverbinding en met een gemeenschappelijk programma ("Hoofdlijnen van een Regeringsprogramma"). Alhoewel de partijen van 44 naar 52 zetels gingen bleven de partijen buiten de regering. Er werd, naar Brits voorbeeld, een schaduwkabinet gevormd, dat zich bezighield met de gezamenlijke positionering en woordvoering. Joop den Uyl werd schaduwpremier. Het kabinet bestond uit 16 posten (10 voor de PvdA, 4 voor D'66 en 2 voor de PPR). Het idee van een schaduwkabinet was ontwikkeld door Ed van Thijn.
Er begonnen binnen de deelnemende partijen ideeën te ontstaan over de vorming van één Progressieve Volkspartij (PVP) waarin de PvdA, D'66 en de PPR zouden fuseren, die dan een één-partij kabinet zou kunnen vormen. Er werd serieus gedebatteerd over tussen vormen: een federatie, gezamenlijke fracties en afdelingen, en dubbellidmaatschap. Belangrijk strijdpunt tussen de PvdA en D'66 was of de PVP een sociaaldemocratisch of een non-dogmatische identiteit moest krijgen. Er werd uiteindelijk naast de inhoudelijke samenwerking in het schaduwkabinet in 1971 een permanent overlegorgaan van de partijbesturen van PvdA, PPR en D'66 gevormd.

## 1972-1977: Het kabinet-Den Uyl
In 1972 waren er opnieuw Kamerverkiezingen. Opnieuw vormden PPR, D'66 en PvdA een lijstverbinding, een gemeenschappelijk programma: Keerpunt '72. De PSP was uitgenodigd maar weigerde deel te nemen. Er was ook een kandidaat-premier, Joop den Uyl, en een schaduwkabinet. De progressieve partijen haalden geen meerderheid maar werden met 56 zetels wel de grootste formatie in de Tweede Kamer (naast de christendemocratische samenwerking van KVP, ARP en Christelijk-Historische Unie.
Er werd een opmerkelijke tussenvorm gekozen: het kabinet-Den Uyl zou bestaan uit de progressieve partijen PvdA, PPR en D'66 waarnaast progressieve individuen uit KVP en ARP zouden toe treden, zoals Ruud Lubbers en Dries van Agt. Dit werd een extra-parlementair kabinet, dat niet gebaseerd was op instemming van een meerderheid van de leden van de Tweede Kamer. Een meerderheid van de ministers was lid van PvdA, PPR of D'66. Dit "rode kabinet met een witte rand" zou een vechtkabinet worden waarbij zowel tussen de progressieven antirevolutionairen en katholieken enerzijds en de progressieve partijen anderzijds veel conflict was als binnen de progressieve partijen zelf.
In 1974 trad de PSP toe tot het permanent overlegorgaan. Bij de Provinciale Statenverkiezingen van dat jaar nam nog slechts een Progressief Akkoord-lijst deel, te weten in Utrecht, waar PPR, PvdA en D'66 deelnamen. Zelfstandig deden de PvdA en de PPR het goed, terwijl D'66 slechts 4 eigen Statenleden overhield. Bij de gemeenteraadsverkiezingen namen meer PAK-lijsten deel. Waar de partijen zelfstandig deelnamen deed met name D'66 het heel slecht, de partij hield slechts in vier plaatsen zetels over. Ook werden er verschillende progressieve gemeentebesturen gevormd, onder anderen in Amsterdam. In 1975 werd het permanent overlegorgaan opgeheven en werd daarmee het idee van één Progressieve Volkspartij opgegeven, omdat met name de PvdA zelfstandig door wilde gaan en D'66 in een crisis verkeerde. De PPR en de PvdA werkte aan een gemeenschappelijk programma voor de komende verkiezingen (Keerpunt '76).

## 1977-1982
Na de verkiezingen van 1977 bleef er weinig over van de progressieve samenwerking: de PPR verloor bijna al haar zetels. De PvdA werd gedwongen te onderhandelen voor de vorming van een kabinet met het nieuw gevormde Christen-Democratisch Appèl (CDA). Hier zag de PPR niets in en zij brak de progressieve samenwerking op. Wel trad D'66 toe tot de formatie. Na een lange formatie werd uiteindelijk door de PvdA gebroken en werd het kabinet-Van Agt I gevormd door CDA en VVD.
In 1982 nam voor het laatste een samenwerkingsverband van PPR en PvdA deel aan de Provinciale Statenverkiezingen, in Utrecht.

## Latere samenwerkingen
In de jaren tachtig ontstond wel een nieuwe vorm van progressieve samenwerking: links van de PvdA werkten de kleine linkse partijen PPR, PSP, CPN en Evangelische Volkspartij samen. Dit leidde via verschillende verschillende samenwerkingsverbanden, zoals het Groen Progressief Akkoord op Europees niveau, Links Akkoord in Amsterdam, Radikaal Links in Nijmegen en Links Leiden in Leiden, uiteindelijk in 1989 tot de vorming van GroenLinks.
Voor de Tweede Kamerverkiezingen 2023 willen de partijbesturen van GroenLinks en de PvdA met één lijst en programma meedoen nadat de partijen in de Eerste Kamer al samen één fractie vormden. In een ledenreferendum stemde op 17 juli 2023 91,8 procent van de deelnemende GroenLinks-leden voor en 87,9 procent van de PvdA'ers.